# Galerie Rudolfinum

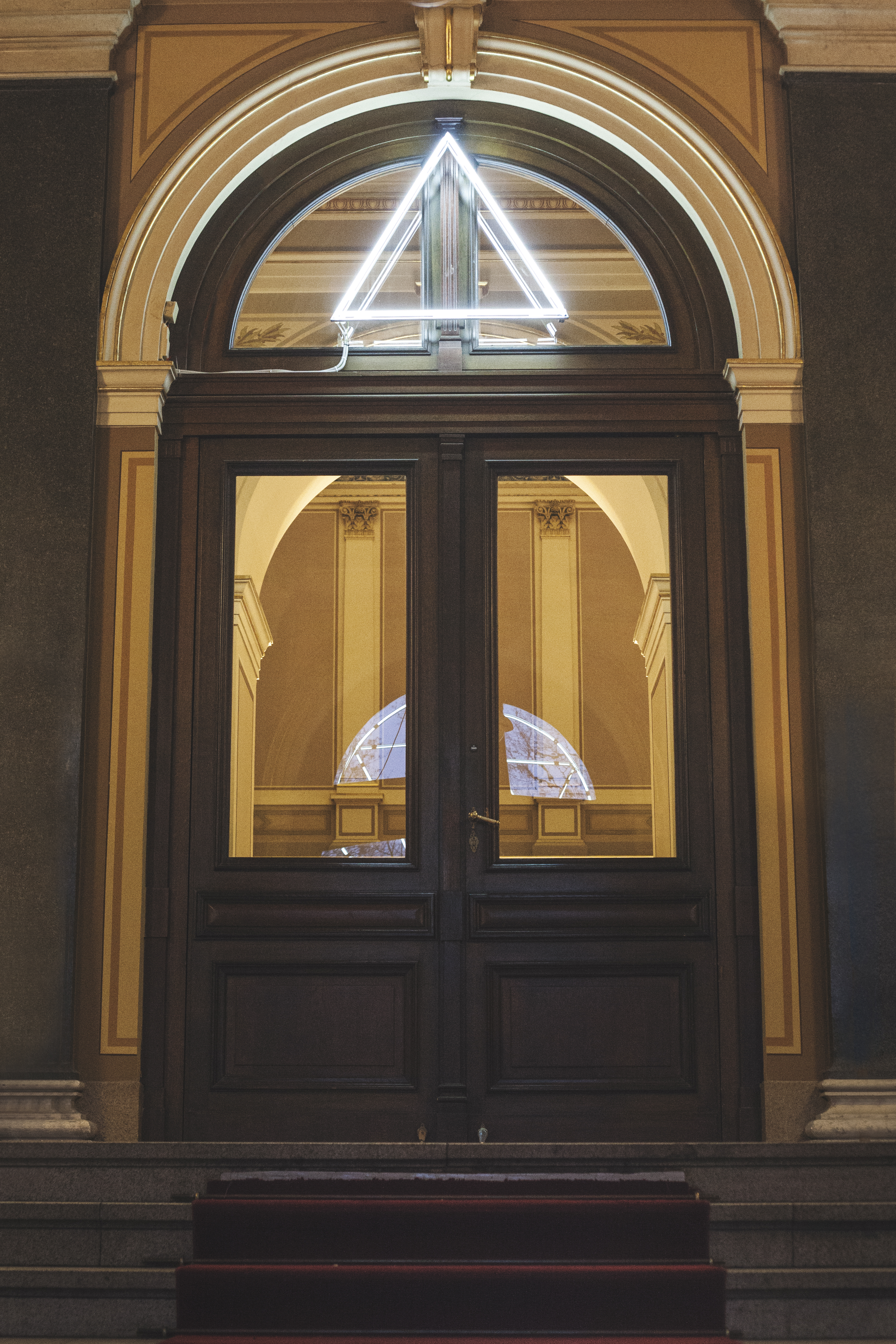
Vchod do Galerie Rudolfinum

Galerie Rudolfinum byla ustavena k 1. lednu 1994 jako státní instituce řízená a financovaná Ministerstvem kultury České republiky. Sídlí v historické neorenesanční budově Rudolfina na Starém Městě) společně s Českou filharmonií, jejíž byla v letech 1994–2009 součástí. Od 1. ledna 2010 do 31. prosince 2011 byla organizačně připojena k Uměleckoprůmyslovému museu v Praze. Od 1. ledna 2012 je opět součástí České filharmonie.

## Galerie
Reprezentativní neorenesanční stavba Rudolfinum, projektovaná jako koncertní síň a galerie, byla postavena v roce 1884 architekty Národního divadla J. Zítkem a J. Schulzem. Svou polohou, v sousedství Uměleckoprůmyslového musea, Filosofické fakulty University Karlovy a Vysoké školy uměleckoprůmyslové, na hranicích Starého Města a Malé Strany, je přirozeným kulturním centrem Prahy.
Určujícím rysem Galerie Rudolfinum je, že nemá vlastní sbírky, funguje na principu tzv. kunsthalle. Základní koncepce činnosti je tvořena především velkými výstavními projekty, které prezentují převážně současné výtvarné umění. Podstatným kritériem při výběru projektů je nejen jejich kvalita, ale také snaha o zasazení do mezinárodního kontextu. Mnohé výstavy jsou výsledkem úzké spolupráce se zahraničními institucemi.
Galerie má k dispozici 1500 m² výstavních sálů, edukační prostor Artpark, kino, design shop a kavárnu. Do budovy Rudolfina a všech prostor galerie je bezbariérový vstup. 
Ředitelem Galerie Rudolfinum byl Petr Nedoma, který se rozhodl ke konci roku 2023 z této pozice po třiceti letech odstoupit. Od 1. ledna 2024 se vedení ujala britská historička umění a kurátorka Julia Tatiana Bailey, která se svým projektem zvítězila ve dvoukolovém výběrovém řízení.

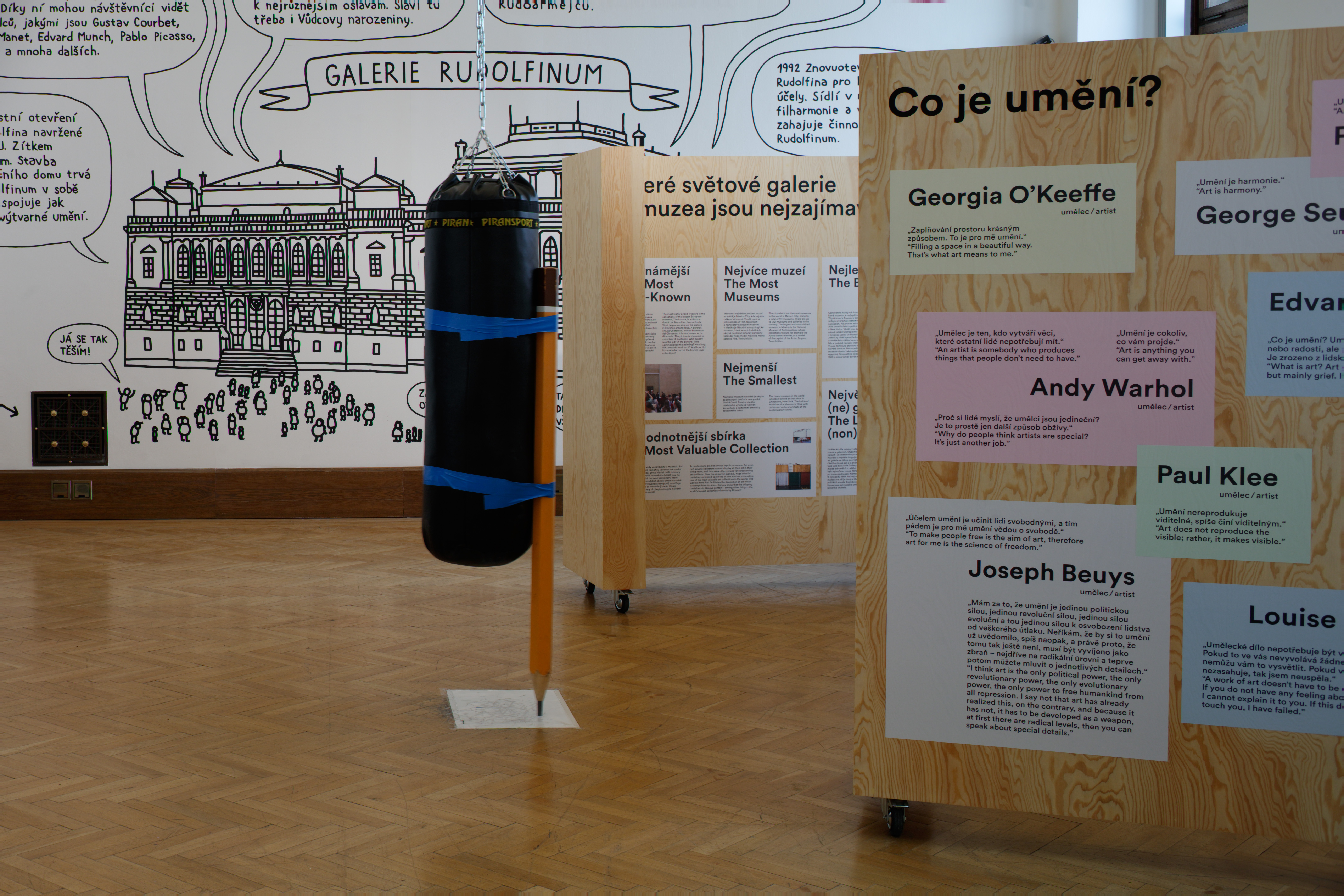
Edukační prostor Artpark

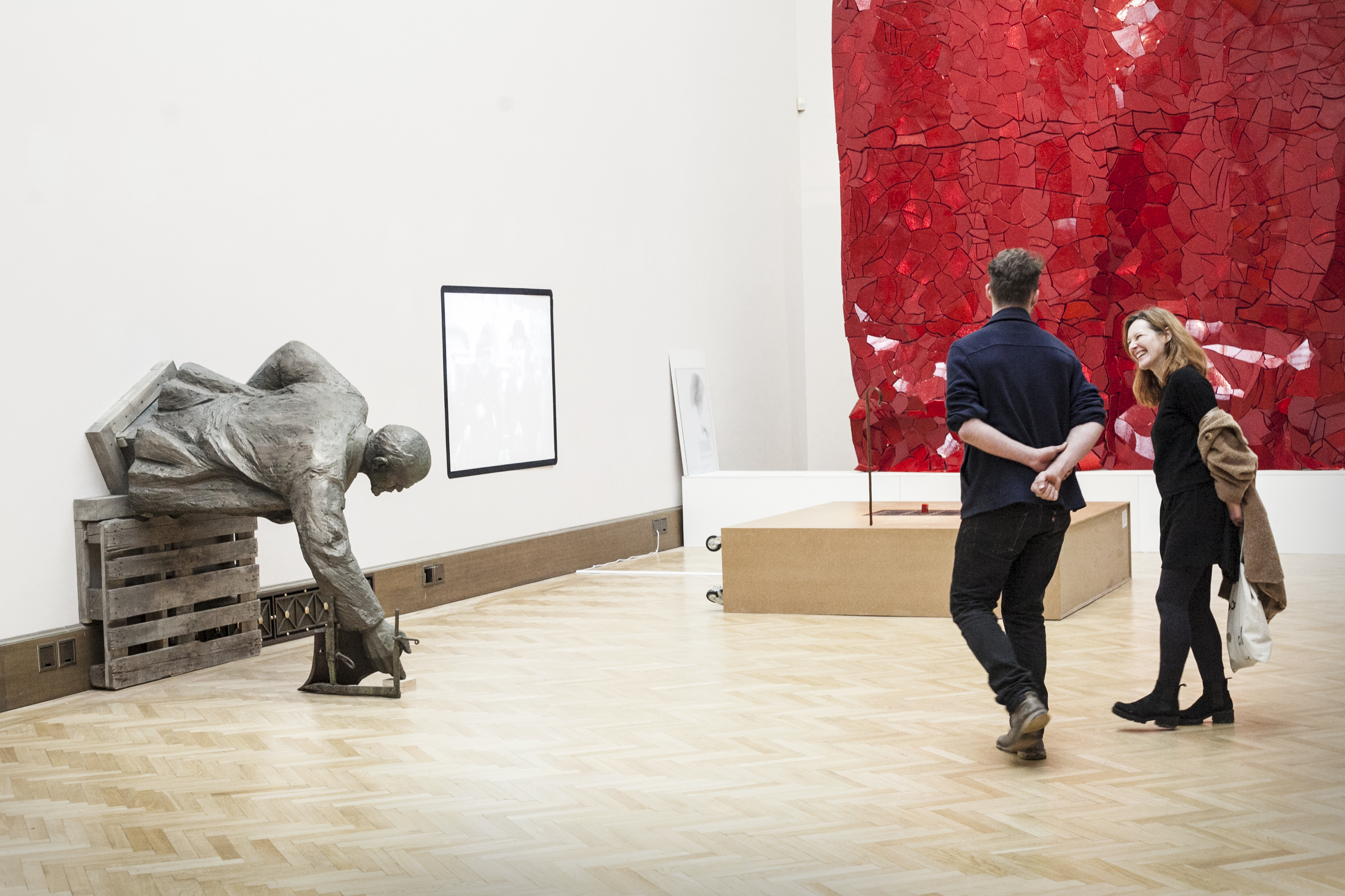
Pohled do instalace výstavy Jiří Černický - Divoký sny

## Výběr výstav
Od svého vzniku prezentovala galerie (do roku 2023) 120 výstav, na nichž se představilo 1061 umělců a navštívilo je přes 1 650 000 diváků.
2023
- CO-EXTENSIVE
- NAVE, Music by Brian Eno, An Installation by Jiří Příhoda
- Shifted Realities

2022
- fragilités
- Jiří Příhoda VOID

2021
- Not Without Joy
- MEZIPAMĚŤ
- Compassion Fatigue Is Over

2020
- UNPLUGGED
- David Claerbout Olympia
- Michaël Borremans The Duck

2019
- Daniel Pitín Papírová věž
- A COOL BREEZE
- Arthur Jafa

2018
- Petr Písařík Space Maker
- Mat Collishaw. Standing Water
- Domestic Arenas

2017
- Krištof Kintera: Nervous Trees
- Eberhard Havekost. Logik

2016
- Juergen Teller: Enjoy Your Life!
- Loni v Marienbadu: Film jako umění
- Taryn Simon
- Jiří Černický / Divoký sny

2015
- Flaesh – Louise Bourgeois, Tracey Eminová, Marlene Dumasová, Berlinde De Bruyckere, Kiki Smith
- Roger Hiorns
- Petr Veselý: Anděl, stín
- MODEL

2014
- Ana Mendieta: Traces / Stopy
- Barbara Probst. Úplné znejistění
- Cake and Lemon Eaters. Viktor Pivovarov & Ged Quinn
- Only The Good Ones. The Snapshot Aesthetics Revisited

2013
- Jake & Dinos Chapman. The Blind Leading the Blind
- Raqib Shaw
- Carlos Relvas – Objekty věčnosti
- Nightfall. Nové tendence ve figurativní malbě
- Motýlí efekt? Obraz jako různosměrná dekonstrukce celku

2012
- Beyond Reality. British Painting Today
- Tváře. Fenomén tváře ve videoartu
- Bernd & Hilla Becher: Doly. Hutě.
- Shirana Shahbazi: Takže znova

2011
- Tak pravil LaChapelle
- Jan Hísek: Noční jezdec
- Kontroverze: Právní a etická historie fotografie
- Já, bezesporu
- Adriena Šimotová: Vyjevování (2008–2010)
- Mutující médium: Fotografie v českém umění 1990-2010

2010
- Decadence Now
- Krajina / obraz / fotografie
- Double Fantasy
- Herbert Tobias (1924-1982)

2009
- Georg Baselitz: Obrazy 1960-2008
- Damien Hirst: Život, smrt a láska
- Spodní proud. Jiří Straka, Martin Eder, Jonathan Meese, Josef Bolf
- Andy Warhol – Motion Pictures

2008
- Čínská malba – Zhang Xiaogang, Fang Lijun, Feng Mengbo
- Gottfried Helnwein: Angels Sleepig
- Gregory Crewdson

2007
- Uncertain States of America. Americké umění ve třetím tisíciletí
- Jiří Sopko
- Neo Rauch: Neue Rollen
- Šómei Tómacu: Skin of the Nation (Kůže národa)

2006
- Námořní deník Erwina Dubského
- Akné
- Rineke Dijkstra – Portréty
- Václav Jirásek – Industria

2005
- Imprese. Původ krásy – Síla vize
- Annelies Štrba
- Alén Diviš

2004
- Skála v Rudolfinu
- Ivan Pinkava – Heroes
- Česká fotografie. 1840-1950

2003
- Podivné nebe
- Reality Check

2002
- Československý socialistický realismus
- Mikuláš Medek

2001
- Michael Biberstein – Do ticha
- Three Windows: Hommage a Robert Lax
- Pavel Baňka: Infinity
- American Art ze sbírky Goetz, Mnichov
- Jiří David: Záře
- Bettina Rheims a Serge Bramly: I.N.R.I.

2000
- Křídla slávy
- Ateliér Langhans. Galerie osobností
- Čchiu Š-chua: Krajiny
- Fast >> Forward
- Petr Nikl: Hnízda her

1999
- Kupka – Waldes. Malíř a jeho sběratel
- Václav Stratil: Česká krajina
- Martin Mainer: Vlek lesa lesů
- Crossings: umění pro ucho a oko
- Roman Buxbaum: Meine Kunst
- Nan Goldin – Budu tvým zrcadlem

1998
- Jürgen Klauke
- Cindy Sherman – Retrospektiva
- František Drtikol – fotograf, malíř, mystik

1997
- Poslední obraz
- Anděl, anděl
- Cathy de Monchau
- České imaginativní umění
- Tváře a těla Říše středu
- Jiří Hynek Kocman

1996
- Jiří Georg Dokoupil: catalogo
- Tomáš Císařovský: Bez koní
- Along the Frontier
- Zbyšek Sion: Obrazy 1958-1966
- Viktor Pivovarov: Soňa a andělé
- Gustav Klimt, Ernst Klimt a Franz Matsch

1995
- David Rabinowitch
- Memento Mori
- Architekt Josef Zítek a pražské Rudolfinum
- Vladimír Škoda: Konstelace
- Jiří David: Skryté podoby
- Kiki Smith
- Louise Bourgeois – Sídlo paměti

1994
- Josef Váchal
- Bruce Beasly
- Václav Stratil: Zatoulaný pes
- Agitace ke štěstí
- Pavel Opočenský: No Title